# Ceresium discicolle
Ceresium discicolle är en skalbaggsart som beskrevs av J. Linsley Gressitt 1951. Ceresium discicolle ingår i släktet Ceresium och familjen långhorningar.
Artens utbredningsområde är Irian Jaya. Inga underarter finns listade i Catalogue of Life.